# Itzhak Lichtman
Itzhak Lichtman más írásmóddal Yitzhak Lichtman vagy Jitschak Lichtman ( Żółkiewka, Lengyelország, 1908 – Izrael, 1992) egyike azon sobibóri foglyoknak, akik túlélték az 1943. október 14-i szökést.

## Élete
Itzhak Lichtman családjával és testvérével 1942. május 15-én érkezett Sobibórba. Közülük egyedül ő élte túl a szelektálást, a többieket gázkamrába küldték. Cipészként kapott munkát az I-es lágerben. A táborban megismerkedett Ada Fischerrel, akit később feleségül vett. 
Az 1943. október 14-i felkelés során Scholem Fleischackerrel a cipészműhelybe csalták Josef Vallaster SS-tisztet, majd egy baltával megölték. 1943. december  15-én Lichtman beállt a Żukowo térség partizánjaihoz, majd 1944 júniusában csatlakozott a lengyel hadsereghez. 1950-ben feleségével Izraelbe emigráltak. Karaktereik szerepelnek az 1987-es Szökés Sobibórból című filmben. Előtte Richard Rashke készített velük interjút, mely megjelent az azonos című könyvben.

## Fordítás
Ez a szócikk részben vagy egészben  az   Itzhak Lichtman című német Wikipédia-szócikk ezen változatának fordításán alapul.  Az eredeti cikk szerkesztőit annak laptörténete sorolja fel. Ez a jelzés csupán a megfogalmazás eredetét és a szerzői jogokat jelzi, nem szolgál a cikkben szereplő információk forrásmegjelöléseként.
1. 1 2  https://gravez.me/deceased/DDB49333-8E0A-49A6-ADE2-BC99555CCD25